# Кель (льодовик)
Кель, Кель-баші — льодовик на Кавказі, у районі Безенгійської стіни.
На льодовик Кель-баші веде перевал Кель-Баші (категорія 1А, 3600 м.) з льодовика Безенгі (від Баран-коша).
З льодовика Кель-баші на льодовик Цаннер веде перевал Верхній Цанер (2А, 3990 м.)